# Protonemura culmenis
Protonemura culmenis är en bäcksländeart som beskrevs av Peter Zwick och Vinçon 1993. Protonemura culmenis ingår i släktet Protonemura och familjen kryssbäcksländor. Inga underarter finns listade i Catalogue of Life.